# Iglesia ortodoxa de Etiopía

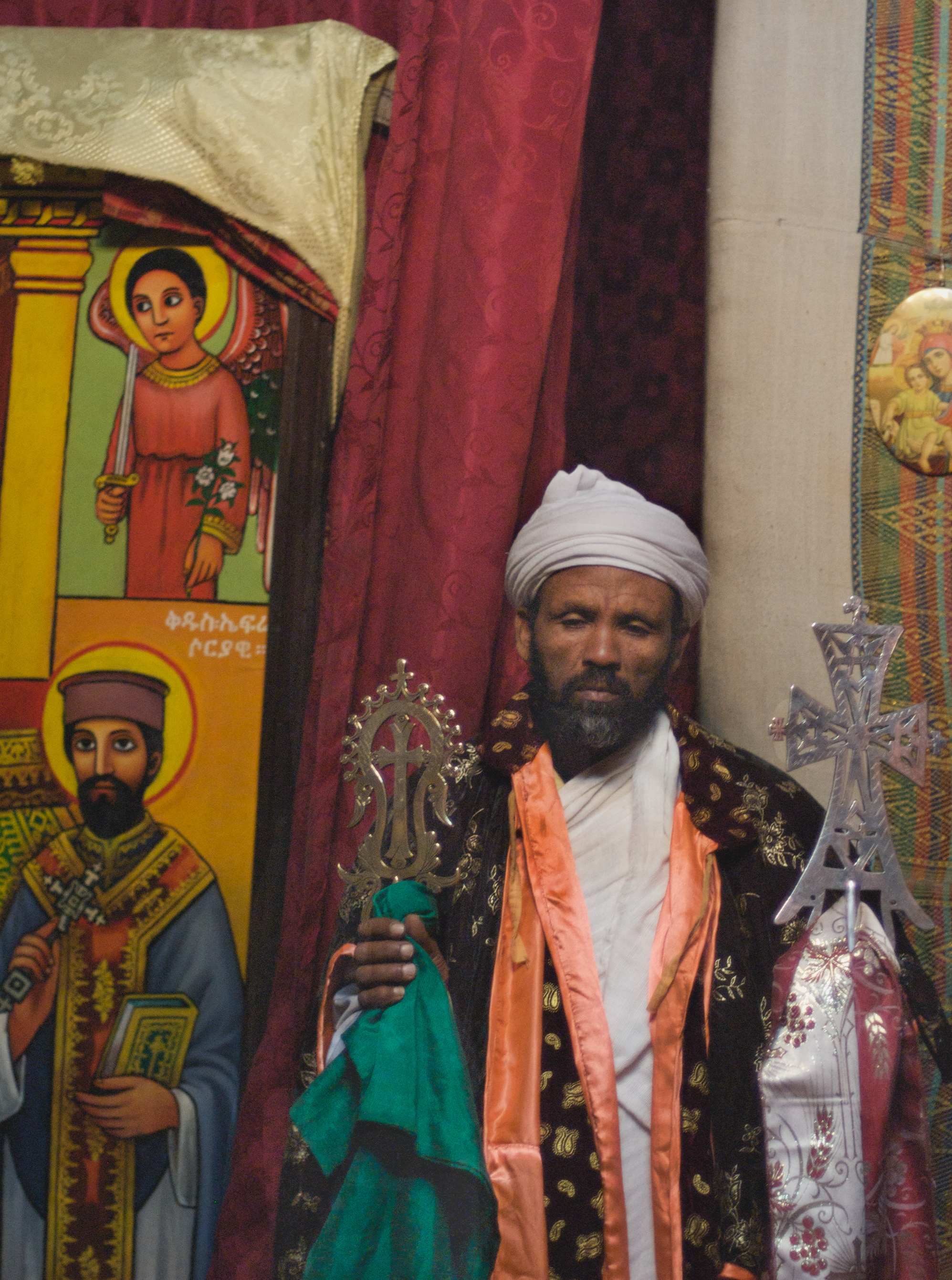
Sacerdote etíope en una procesión

La Iglesia ortodoxa de Etiopía o Iglesia ortodoxa tewahedo etíope (en amárico: የኢትዮጵያ ኦርቶዶክስ ተዋሕዶ ቤተ ክርስቲያን, romanizado: Yäityop'ya ortodoks täwahedo bétäkrestyan), también conocida simplemente como Iglesia etíope,  es una Iglesia ortodoxa oriental autocéfala que sigue la tradición litúrgica alejandrina, usando como lengua litúrgica el ge'ez y el amárico. Es presidida por el patriarca-catolicós de Etiopía, quien es llamado abuna (en ge'ez: አቡነ, «nuestro padre») y tiene su sede en Adís Abeba. La Iglesia cuenta con unos 40 millones de fieles, un 33% de la población de Etiopía.
Dependió de la Iglesia copta ortodoxa (de Egipto) desde que esta se separó de la Iglesia católica y ortodoxa por causa del Concilio de Calcedonia de 451. Su doctrina se fundamenta en los tres primeros concilios ecuménicos, su reflexión teológica ha sido formada y orientada desde la escuela de Alejandría y su cristología se basa en la fórmula del patriarca Cirilo de Alejandría de «una sola naturaleza del Verbo encarnado». La Iglesia incluyó en su nombre la palabra ge'ez täwahedo (ተዋሕዶ) que significa «unidad» o «llegar a ser uno», emparentada con el árabe tawhid, para expresar su creencia miafisita en una naturaleza de Cristo, en la que se unen completamente las naturalezas divina y humana.La Biblia etiope cuenta con 81 libros canónicos y algunas ampliaciones, incluyendo el famoso Libro de Enoc, el salmo 151 o Macabeos III, entre otros, siendo la Biblia con el mayor número de libros canónicos.

## Historia

### Origen
La tradición religiosa etíope atribuye la fundación de su Iglesia a Felipe el Diácono, quien habría logrado la conversión del tesorero de la reina de Etiopía, tras encontrarse con él cuando el etíope regresaba de una peregrinación a Jerusalén.Esto dista mucho de ser un hecho probado.
Donde ahora está Etiopía, en el siglo III había el reino de Axum. Se trataba de uno de los centros de civilización en el mundo antiguo y como consecuencia de su actividad económica tuvo un estrecho contacto con otras culturas. Sobre todo con pueblos del mar rojo, pero también con Egipto y otros países de África subsahariana. Ha habido comunidades cristianas en el reino de Axum a partir de 340 d. C. ya que en las rutas de comercio el cristianismo se expandió muy temprano por comerciantes y soldados. Las fuentes históricas que tenemos son de tiempos posteriores a la conversión de la familia real, pero a diferencia de muchas otras regiones la conversión en Axum sucedió desde arriba hacia abajo.
Hay tres fuentes importantes que nos ayudan a ubicar en el tiempo la cristianización del Reino de Axum.
1. El relato del historiador Rufino de Aquilea. Rufino cuenta la historia de dos niños siriacos, llamados Frumencio y Aedesius. Según Rufino, el filósofo Meropius quería viajar a la India en búsqueda de sabiduría. A la vuelta, el barco llegó a un puerto africano en el mar rojo, donde los atacaron y mataron a todos los viajeros menos a los dos niños. Fueron llevados hacia el rey y empezaron a trabajar para él. Cuando Frumencio creció empezó a buscar a comerciantes cristianos bizantinos. A partir de esto Frumencio empezó a promover el cristianismo y la construcción de iglesias en Etiopía. Unos años después, probablemente en 342, fue a Alejandría para avisar al obispo Atanasio que en Etiopía había una buena oportunidad de evangelización. En vez de mandar a alguien nuevo a Etiopía, Atanasio consagró a Frumencio mismo como obispo de Axum. A la vuelta Frumencio evangelizó a más gente, incluyendo el rey Ezana. Está considerado un santo por la iglesia etíope hasta hoy en día, le llaman Abba Sälama o Kassate Berhan, lo que significa “padre de la paz” y “portador de luz.[10]
2. Una Carta de Constancio II a Ezana en reacción a los sucesos anteriores. Constancio II le escribió para avisarle de que la consagración que había recibido Frumencio por Atanasio no era válida, porque no era arriana. Por eso, propuso que Frumencio debe ser consagrado de nuevo por un obispo arriano, en concreto por Jorge de Capadocia. La carta no solo confirma que Ezana se convirtió y que Frumencio fue obispo, sino también muestra la importancia del asunto.[11]
3. Monedas de la época. Hay monedas anteriores a la conversión real que muestran al rey Ezana con unos símbolos precristianos y otros que le muestran con una cruz e inscripciones griegas que dicen que el rey pone su fe en el padre, hijo y espíritu santo y en Jesús quien le salvó.[10]

Sabemos entonces que en el siglo cuatro se forma la iglesia cristiana en Etiopía con la iglesia copta como iglesia madre. Etiopía y Egipto tenían conexiones políticas, económicas y culturales y el patriarcado de Alejandría fue el centro de la vida eclesiástica en toda la región. Por lo tanto, podía dar liderazgo y apoyo a iglesias nuevas. Empezando por Frumencio se crea la tradición de que los obispos etíopes fueron consagrados por el obispo de Alejandría y que eran además egipcios por nacimiento. Rey Ezana y el nuevo obispo Frumencio además trabajaron juntos y compartieron el liderazgo de la iglesia. Este liderazgo compartido continuó en diferentes variantes hasta el fin de la monarquía etíope en 1974. Destaca también que tanto el rey que el obispo atribuyeron su autoridad a algo fuera del país: El rey a su conexión con el rey Salomón y el obispo mediante su consagración al patriarca de Alejandría. Estas dos fuentes de autoridad daban la iglesia su lugar en la sociedad.
En el siglo siguiente, se produjo la llegada a Etiopía de los Nueve Santos, monjes miafisitas que huían de las persecuciones en el norte de Mesopotamia y Palestina que siguieron al Concilio de Calcedonia, y que tienen un papel capital en la historia de la Iglesia etíope. Fundaron numerosos monasterios, apoyaron los esfuerzos de evangelización de la población y tradujeron al Ge'ez la Biblia de los Setenta.
Es el siglo V, cuando probablemente se hizo las primeras traducciones de la Septuaginta y del Nuevo Testamento al idioma oficial del reino de Axum: el Ge’ez. Como no había palabras en Ge'ez para todos los nuevos conceptos cristianos, la traducción del griego utiliza en parte un vocabulario prestado de otros idiomas como el arameo y siriaco. Se trata de una de las primeras traducciones de la biblia cristiana.

### Desarrollo
La unión con la Iglesia copta continuó después de la conquista árabe de Egipto. Expedientes de Abu Saleh fechados en el siglo XII muestran que el patriarca siempre envió dos cartas al año a los reyes de Abisinia y Nubia, hasta que Al Hakim paró la práctica. Cirilo, LXVII patriarca de Alejandría, envió a Severo como obispo, con las órdenes a poner fin a la poligamia y hacer cumplir la observancia de la consagración canónica en todas las Iglesias. Estos ejemplos demuestran las relaciones estrechas de la sede patriarcal de Alejandría con las dos Iglesias concurrentes durante la Edad Media.
Entre los años 600 y 968 se habla de un período oscuro de la Iglesia etíope. En el siglo XIII, Abune Takla Haymanot de Etissa inició una época de renacimiento ortodoxo. Fundó la orden monástica de Debre Libanos y convirtió a varias tribus paganas del sur del país.
En 1439, en el reinado de Zara Yaqob, un despacho religioso entre Abba Giyorgis y un visitante francés habían conducido al envío de una embajada etíope a la Ciudad del Vaticano.

### Misiones jesuitas
A principios del siglo XVII, el intento jesuita de predicar el catolicismo en Etiopía produjo una insurrección popular en defensa de la ortodoxia. En el período jesuita, la Iglesia ortodoxa etíope, bajo la influencia de esta orden, rompió la conexión con la Iglesia copta y comenzó un nuevo capítulo en la historia de la Iglesia. La iniciativa católica en las misiones en Etiopía fue tomada, no por Roma, sino por Portugal, como consecuencia de la lucha en común contra el Imperio otomano y el Sultanato de Adal, naciones islámicas. Los portugueses intervinieron porque deseaban para sí el control de la ruta comercial a la India a través del mar Rojo.
En 1507, el trono de Etiopía había enviado a Matheus, un religioso de la corte originario de Armenia, a Portugal para pedir ayuda contra el Sultanato de Adal. En 1520, el Reino de Portugal abrió una embajada en territorio etíope. Una historiografía interesante de la misión portuguesa, que duró varios años, fue descrita de cerca por Francisco Álvares, el capellán.

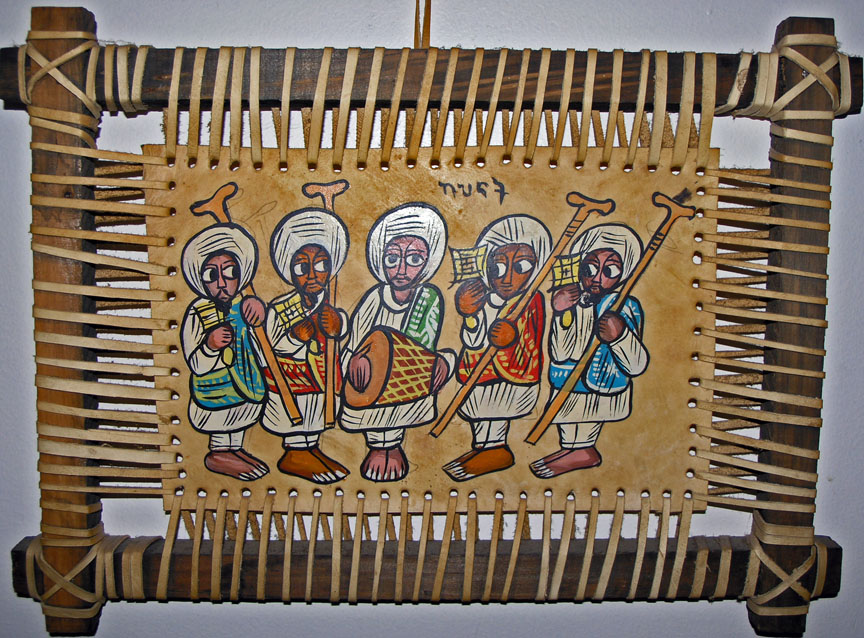
Pintura religiosa etíope.

Más adelante, Ignacio de Loyola deseaba tomar la tarea de la conversión, pero le fue prohibida. En su lugar, el papa envió a Núñez Barreto como patriarca de las Indias orientales, con Andrés de Oviedo como obispo; y de Goa los envíos fueron a Etiopía, seguidos por Oviedo mismo, para asegurar la adhesión del monarca etíope a Roma. Después de faltas repetidas, se lograron algunos éxitos bajo el emperador Susenyos, pero hasta 1624 el emperador no profesó la sumisión formal al papa romano. El emperador Susenyos hizo del catolicismo la religión oficial de Abisinia, pero fue reprendido por su elección y tuvo que abdicar finalmente en 1632 en su hijo, Fasilides, que restauró puntualmente la ortodoxia cristiana tradicional. Como venganza, en 1633 expulsó a los jesuitas del país, y en 1665, ordenó la quema de todos los libros que dejaron éstos en las bibliotecas etíopes. Además, confirmó su adhesión al patriarca de Alejandría y a la Iglesia ortodoxa copta.

### Autonomía
Durante la ocupación italiana, por presión del régimen fascista el obispo Abraham fue proclamado arzobispo el 30 de noviembre de 1937, mientras el Abune Cirilo, nombrado por el patriarca de Alejandría, estaba exiliado en Egipto, lo que provocó la separación de la Iglesia copta. Después de la Segunda Guerra Mundial y por presión del negus Haile Selassie I, los ortodoxos coptos y etíopes llegaron a un acuerdo el 13 de julio de 1948 que condujo a la autonomía de la Iglesia ortodoxa etíope. Así, el 25 de julio, cinco monjes que habían sido propuestos desde 1946 fueron consagrados obispos por el papa copto de Alejandría, con autorización para elegir a un metropolitano. El 14 de enero de 1951, tras la muerte de Abune Cirilo, el último arzobispo egipcio de Etiopía, el papa copto José II confirmó la elección de Abune Basilios como arzobispo. El 28 de junio de 1959, el papa Cirilo VI coronó a Abune Basilios como el primer patriarca de Etiopía, consolidando la autocefalia de la Iglesia ortodoxa etíope. A su muerte, en 1971, fue sucedido por el Abune Tewophilos.
Tras la abdicación de Haile Selassie I en 1974, se instauró en Etiopía un Estado socialista, que acababa con miles de años de monarquía absoluta y, como la doctrina marxista afirma, llegó la separación entre Iglesia y Estado.
En 1976, el patriarca Abune Tewophilos fue ejecutado por orden del Derg, el régimen militar instaurado por los comunistas. Bajo presiones gubernamentales fue elegido un nuevo patriarca llamado Abune Tekle Haymanot, que no fue reconocido por el papa de Alejandría ni por el resto de los coptos. En 1988 falleció Abune Tekle Haymanot y fue sucedido por Abune Merkorios, diputado del Parlamento etíope, que fue obligado a abdicar por el FDRPE cuando cayó el régimen de Mengistu Haile Mariam. El 11 de julio de 1992 fue elegido Abune Paulos; sin embargo, Abune Merkorios proclamó, desde el exilio, que su abdicación había sido forzada y que continuaba siendo el legítimo patriarca, lo que provocó un cisma que fue secundado por algunas comunidades ortodoxas de la diáspora etíope en Europa y América.
En 1993, con la independencia de Eritrea, la Iglesia copta permitió también la creación del Patriarcado de Eritrea por iniciativa y autoridad del entonces papa copto, Shenouda III.
Luego de la muerte de Abune Paulos el 16 de agosto de 2012, fue elegido Abune Matías como su sucesor. Posteriormente, tras un proceso de reconciliación promovido por el primer ministro etíope Abiy Ahmed, el cisma entre la Iglesia en Etiopía y la diáspora llegó a su fin, siendo restituido Abune Merkorios en la sede patriarcal con el mismo honor y dignidad que Abune Matías, reconociéndose así un solo Sínodo y dos patriarcas canónicos.

## Particularidades

### Canon bíblico
El canon de la Iglesia ortodoxa etíope es más amplio que los de otras confesiones cristianas. Esto se explica con las palabras de Cirilo de Alejandría, que dijo que “los libros sagrados son el aliento de Dios”, por lo cual no se puede quitar ninguna parte.
Su canon "breve" del Antiguo Testamento contiene todos los textos de la Biblia de los Setenta, tanto los deuterocanónicos, aceptados por los católicos, como los aceptados por los ortodoxos (incluyendo el salmo 151, la Oración de Manasés, el libro III de Esdras y el libro III de los Macabeos), más el Libro de Enoc y el Libro de los Jubileos, así como el Apocalipsis de Esdras y el libro de Joseph ben Gorion, una crónica de historia judía. Los tres libros de los macabeos son completamente diferentes en cuanto a contenido de sus homónimos de las otras confesiones cristianas. Hay asimismo diferencias en cuanto al orden de los libros.  El Nuevo Testamento incluye ocho libros adicionales, entre los cuales están la Epístola de Clemente y la Didascalia. El Kebra Nagast, una crónica de la historia etíope, está considerada como canónica también por el Rastafarismo.

### Lengua
Las ceremonias religiosas de la Iglesia ortodoxa etíope se celebran en idioma Ge'ez, antigua lengua del Reino de Aksum y lengua litúrgica del cristianismo etíope al menos desde la llegada de los Nueve Santos, que llegaron a aquellas tierras huyendo de las persecuciones contra los monofisitas que siguieron al Concilio de Calcedonia. A ellos se debe la traducción al ge'ez de la Biblia de los Setenta. La versión griega de la Biblia de los Setenta fue traducida originalmente al ge'ez, pero recientes revisiones demuestran claras evidencias de que también fue traducida al hebreo, al siríaco y al árabe.
La primera traducción de esta Biblia en una lengua vernácula moderna fue hecha en el siglo XIX por un hombre al que se conoce como "Abu Rumi". Más adelante, el negus Haile Selassie patrocinaría varias traducciones al amárico durante su reinado, una antes de la invasión italiana de Etiopía, acaecida en 1936, y otra tras la Segunda Guerra Mundial. Los sermones de la Iglesia ortodoxa etíope se celebran en la lengua local del lugar donde se oficien.

### Similitudes con el judaísmo
La Iglesia Ortodoxa Etíope hace mucho más hincapié en el Antiguo Testamento que otras iglesias cristianas, y sus fieles practican ritos propios del judaísmo:
- Los niños varones son circuncidados al octavo día de su nacimiento.
- Hay dos días santos: el domingo y el sábado.
- Las mujeres tienen prohibida la asistencia al templo durante la menstruación. Igual que las mujeres judías ortodoxas, éstas deben cubrirse el cabello con un pañuelo de gran tamaño, llamado shash, cuando están en el templo. Los hombres y las mujeres se sientan en lugares separados durante las ceremonias, como también ocurre en el judaísmo ortodoxo. Los fieles se quitan los zapatos cuando entran al templo, de acuerdo con el pasaje de Éxodo 3:5 en el que Dios, desde el arbusto en llamas, ordena a Moisés que se descalce en terreno sagrado.Mapa del Reino de Axum

Mapa del Reino de Axum

- Los templos etíopes están construidos siguiendo un esquema inspirado en el Templo de Salomón, con tres partes: un santuario cerrado (qeddeste-qeddusan), donde se guarda el tablot en un pequeño cofre de madera; un espacio sagrado (queddest) donde se distribuye la Eucaristía, y un coro (qene mahelet), donde los sacerdotes leen la Biblia.

Los ortodoxos etíopes dicen: Oritaweyan nen ("Somos el pueblo de la Ley de Moisés"), refiriéndose a sus prácticas judaicas.
No está del todo claro de donde vienen estas similitudes al judaísmo. Es muy posible que se cogió algunas de las prácticas del antiguo testamento, porque se las podía relacionar con tradiciones ya existentes en Etiopía antes de la cristianización (como la circuncisión). El cristianismo en Etiopía surge en una cultura semítica que desde el principio compartió costumbres y formas de adoración con otros pueblos semíticos. Además, dentro de esta cultura es muy posible que ha habido algunos judíos y probablemente habrán llegado más tras la destrucción del segundo templo en el año 70 d. C.Otra posibilidad es que sucedió un lento proceso de transferencia cultural, a partir de 1000 a. C., con periodos de conexión estrecha entre comunidades árabes y etíopes a partir de 340 d. C. Las prácticas podrían haber llegado por agua, a través del mar rojo, ya que se viajaba por este mar desde al menos 1000 a. C.; o por tierra, a través de Egipto, como había mucha conexión entre Israel y Egipto y en el sur de Egipto había judíos desde el siglo VII a. C. Las costumbres y prácticas que se considera semíticas eran más fuertes en el norte, es decir en la costa del mar rojo, lo cual podría ser un argumento para la teoría de influencia cultural a través del mar rojo.

### Arquitectura

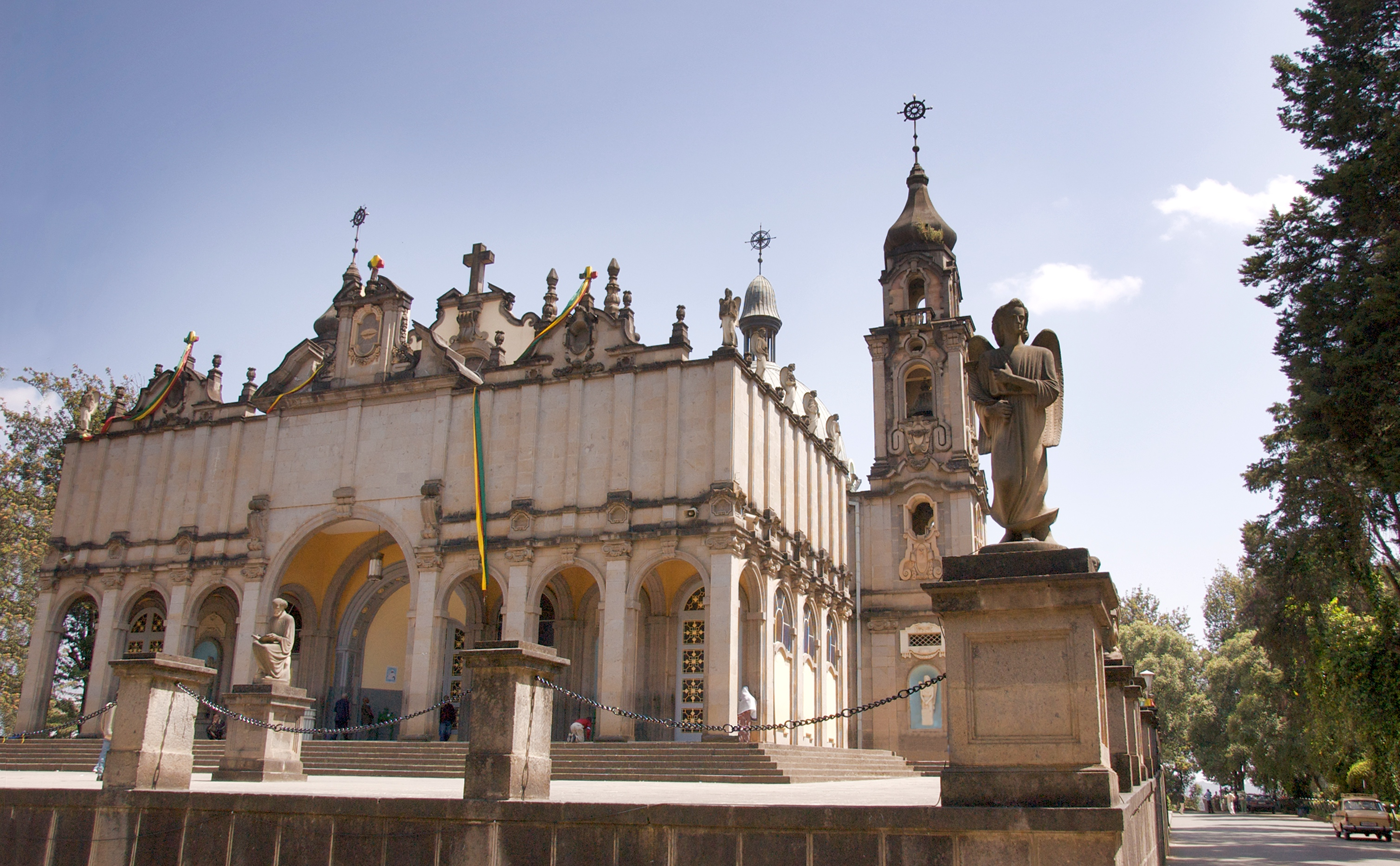
Catedral de la Santísima Trinidad en Adís Abeba

En Etiopía existen varias iglesias rupestres, entre las que destacan las Doce Iglesias de Lalibela.
Hay muchos iglesias monolíticas en Etiopía, las más famosas posiblemente son las doce iglesias en Lalibela. Después de éstas, se conocen dos tipos principales de arquitectura eclesiástica, uno para basílicas, el otro natural. La Iglesia de Nuestra Señora de Sion en Axum está construida en el estilo de basílica, aunque las primeras basílicas están actualmente casi todas en ruinas. Estos ejemplos demuestran la influencia de esos arquitectos que, en el siglo VI, construyeron las basílicas en Reino de Aksum y en otras parte de Etiopía.

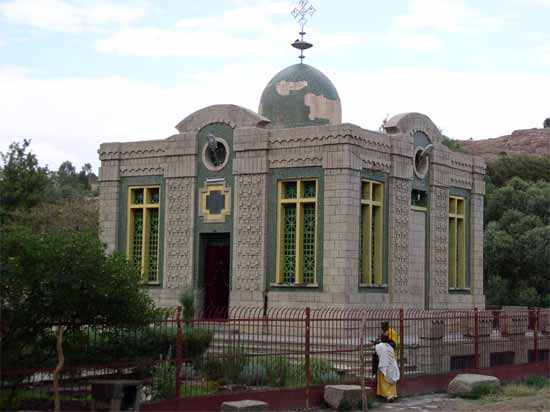
Capilla de las Tablas en la Iglesia de Nuestra Señora de Sion, que alberga, según la tradición, el Arca de la Alianza de Moisés.

Hay dos formas de iglesias nativas: una cuadrada u oblonga, encontrada tradicionalmente en la región de Tigray; la otra circular, tradicionalmente en las regiones de Amhara y Shewa, aunque cualquier estilo se puede encontrar en otras partes.
En ambas formas, el santuario es cuadrado y está ubicado claramente en el centro. La iluminación y vitrales se basan en las tradiciones judías. Las paredes y los techos se adornan con frescos. Un patio, de forma circular o rectangular, rodea el cuerpo de la iglesia. Las iglesias etíopes modernas pueden incorporar los estilos de basílica o nativo, y utilizan técnicas y materiales contemporáneos de la construcción. En áreas rurales, la iglesia y la corte externa están a menudo cubiertos con paja, con las paredes construidas con fango y otros materiales.

### El Arca de la Alianza
Según la tradición, narrada en el libro sagrado Kebra Nagast, en la iglesia de Santa María de Sion, en Aksum, se custodia el Arca de la Alianza, que habría sido llevada a Etiopía por Menelik I, hijo de Salomón y de la reina de Saba. La Iglesia etíope debido a la antigua tradición sobre el manejo y cuidado del arca, siempre se ha resistido a las presiones de los arqueólogos modernos para estudiar el Arca de la Alianza; y solo se puede suponer su posible real ubicación en esta iglesia, a través de pruebas arqueológicas indirectas.
Todas las iglesias ortodoxas de Etiopía albergan un tabot, réplica de las tablas que se guardan en el Arca de la Alianza original. El tabot es un cuadrado de 15 cm de lado, hecho de alabastro, mármol, o madera de acacia. Se guarda en un cofre ricamente ornamentado y se mantiene lejos de la vista del público. El tabot es sacado en procesión en el día de la fiesta de su respectiva iglesia, o en la gran fiesta de T'imk'et (Epifanía).

### Calendario
El calendario de la Iglesia ortodoxa etíope procede del de la Iglesia copta, aunque con ciertas modificaciones, por lo cual el calendario etíope tiene siete u ocho años menos que el calendario gregoriano. El año consta de 365 días, y cada cuatro años se añade un día suplementario. Cada año de este período de cuatro años está dedicado a uno de los evangelistas, en este orden: Juan, Mateo, Marcos, Lucas. El año de Lucas es el año bisiesto, y es el anterior al año bisiesto occidental. El año se divide en 12 meses de 30 días cada uno. Al final de cada año, se añaden 5 días extras (Pagumen). En el año bisiesto, el Pagumen consta de seis días.
La festividad de Año Nuevo (Enkutatash o "regalo de joyas") tiene lugar el 11 o 12 de septiembre del calendario gregoriano (1 de Meskerem en el calendario etíope).
Los meses del calendario etíope son:
- (1) Meskerem (septiembre-octubre)
- (2) Teqemt (octubre-noviembre)
- (3) Hedar (noviembre-diciembre)
- (4) Tahsas (diciembre-enero)
- (5) Ter (enero-febrero)
- (6) Yekatit (febrero-marzo)
- (7) Megabit (marzo-abril)
- (8) Miyazia (abril–mayo)
- (9) Ginbot (mayo–junio)
- (10) Sene (junio–julio)
- (11) Hamle (julio-agosto)
- (12) Nehase (agosto-septiembre)

Los días de la semana:
- (1) Ehud, Senbete Krestian (domingo)
- (2) Sagno (lunes)
- (3) Maksagno (martes)
- (4) Rabue (miércoles)
- (5) Hamus (jueves)
- (6) Sadus, Arb (viernes)
- (7) Qadamit Sanbat (sábado)

Las fiestas más importantes de la Iglesia ortodoxa etíope son la Navidad (Gena), que se celebra el 7 de enero (29 de Tahsas) y el Timkat (Epifanía), doce días después, el 19 de enero (11 de Tir). Otra fiesta importante es el Hallazgo de la Verdadera Cruz (Meskel) del 27 de septiembre (17 Meskerem). Otras celebraciones, como la Semana Santa, son movibles, dependiendo, como en otras confesiones, de un complejo sistema de variables.
El 13 de septiembre de 2007 fue el primer día del nuevo milenio para los ortodoxos etíopes.

## Lista de patriarcas de la Iglesia ortodoxa etíope
La Iglesia etíope, como rama filial dependiente del Patriarcado Copto de Alejandría, siguió a este en su repudio a las resoluciones dadas por el Concilio de Calcedonia del año 451, y esta Iglesia también siguió la doctrina miafisista. Dado que no se cuenta con los datos históricos exactos sobre la sucesión episcopal de la Iglesia ortodoxa etíope, la relación que se presenta a continuación contiene muchas lagunas cronológicas.

### Obispos de Axum
- Selama I Kesatay Birhan (c. 305 – mediados del siglo IV)
- Minas o Elyas[23]
- Abreham (finales del siglo IV a principios del siglo V)
- Petros
- Abba Afse (finales del siglo V a principios del siglo VI)
- Qozmos (fl. principios del siglo VI)
- Euprepius (fl. principios del siglo VI)

- vacante (c. 537–562)

### Arzobispos metropolitanos de Axum y de toda Etiopía

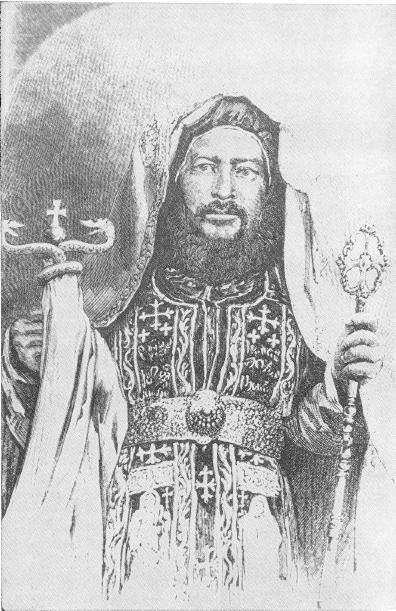
Salama III, Abuna de 1841 a 1867.

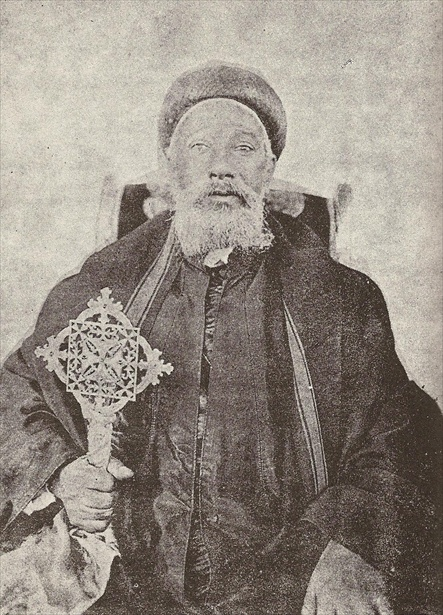
Mattheos X, Abuna de 1889 a 1926.

- Qerellos (620s-mediados del siglo VII)

- desconocido

- Yohannes (c. 820–840)
- Yaqob I (fl. mediados del siglo IX)
- Salama Za-'Azeb (fl. siglo IX)
- Bartalomewos (fl. siglo X)
- Peter (años 920), con la oposición de Minas y Fiqtor

-  vacante  (c. 940–970)

- Daniel (fl. finales del siglo X)
- Fiqtor (fl. siglo XI)
- ' Abdun, reclamante
- Sawiros (1077–1092)
- Giyorgis I (fl. década de 1090)
- Mikael I (fl. principios-mediados del siglo XII)
- Yaqob II
- Gabra Krestos
- Atnatewos (fl. finales del siglo XII)
- Mikael II (1206–1209), con la oposición de Hirun
- Yeshaq (c. 1209-1225)
- Giyorgis II (c. 1225)
- Santo Tekle Haymanot (c. siglo XIII), según la tradición
- Yohannes (¿XIII?) (fl. siglo XIV)
- Yaqob (III?) (c. 1337-1344)

-  vacante  (1344-1348)

- Salama II (1348-1388)
- Bartalomewos (1398 / 9–1436)
- Mikael y Gabriel (1438–1458)

-  vacante  (1458-1481)

- Yeshaq (1481– c. 1520)
- Marqos (VI?) (1481– c. 1530)
- João Bermudes (c. 1536 - c. 1545), autoproclamado Abuna etíope ortodoxo y patriarca católico de Etiopía y Alejandría
- Endyras (c. 1545–?)
- Andrés de Oviedo (1557-1577), obispo católico
- Marqos (VII?) (c. 1565)
- Krestodolos I (c. 1590)
- Petros (VI?) (1599? –1606), muerto en batalla
- Simón (1607-1622), murió 1624
- Afonso Mendes (1622-1632), Patriarca católico, apoyado por Susenyos I y depuesto por Fasilides

-  vacante  (1632-1633)

- Rezek (c. 1634)
- Marqos (VIII?) (c. 1635-1672), depuesto con Krestodolos
- Krestodolos II (c. 1640-1672), depuesto con Marqos
- Sinoda (1672-1687)

-  vacante  (1687-1689)

- Marqos (IX?) (1689-finales del siglo XVII)
- Abba Mikael (1640-1699)
- Marqos X (1694-1716)

-  vacante  (1716-1718)

- Krestodolos III (c. 1718-1745)

-  vacante  (1745 - c. 1747)

- Yohannes XIV (c. 1747–1770)
- Yosab III (1770–1803)

-  vacante  (1803 - c. 1808)

- Makarios (fl. c. 1808)

-  vacante  (c. 1808–1816)

- Kyrillos (Qerellos) III (1816–1829)

-  vacante  (1829-1841)

- Salama III (1841–1867)

-  vacante  (1867-1868)

- Atnatewos II (1868–1876), murió de las heridas recibidas en la Batalla de Gura
- Petros VII (1876-1889), murió en 1918
- Mattheos X (1889-1926)
- Qerellos IV (1926-1936), depuesto tras la Segunda Guerra Italo-Etíope
- Abraham (1937-1939)
- Yohannes XV (1939-1945)

- Qerellos IV (1945-1950), restaurado

- Basilios (1951-1959)

El 13 de julio de 1948, las Iglesias copta ortodoxa y etíope llegaron a un acuerdo que llevó a la elevación de la Iglesia ortodoxa etíope de Tewahedo al rango de iglesia autónoma; permitiendo al Arzobispo de Toda Etiopía consagrar sus propios obispos y metropolitanos para la Iglesia Etíope y formar un Santo Sínodo local. El Arzobispo, sin embargo, es consagrado por el Papa de Alejandría junto con los miembros del Santo Sínodo de la Iglesia Ortodoxa Etíope Tewahedo.

### Patriarcas-catolicós de toda Etiopía
| N.º | Retrato                          | Abuna (Nacimiento-Muerte)  | Reinado       | Notas |
| --- | -------------------------------- | -------------------------- | ------------- | --- |
| 1   | Archivo:Abuna-basilios.jpg       | Basilios (1891–1970)       | 1959-1970     | Reinó durante el intento de golpe de Estado en Etiopía de 1960 y la Conferencia de Addis Abeba Nacido en Mada Mikael de 1965 como Gebre Giyorgis Wolde Tsadik |
| 2   | Archivo:Abune-theophilos.jpg     | Theophilos (1910–1979)     | 1971-1976     | Depuesto por el Derg y ejecutado por estrangulamiento en 1979 Nacido en Debre Elias como Meliktu Jenbere                                                      |
| 3   | Archivo:Abuna-takla-haymanot.jpg | Takla Haymanot (1918–1988) | 1976–1988     | Nacido en Begemder como Melaku Wolde Mikael |
| 4   |                                  | Merkorios (nacido en 1938) | 1988-presente | Depuesto por el EPRDF, que afirmó que abdicó; Dirigió la Iglesia Ortodoxa Etíope en el exilio de 1991 a 2018 Nacido en Begemder como Ze-Libanos Fanta         |
| 5   |                                  | Paulos (1936–2012)         | 1992–2012     | Reinado disputado por seguidores de Abune Merkorios Nacido en Adwa como Gebremedhin Woldeyohannes                                                             |
| 6   |                                  | Mathias (nacido en 1941)   | 2013-presente | Reinado disputado por seguidores de Abune Merkorios hasta 2018 Nacido en Agame como Teklemariam Asrat                                                         |

En 1959, la Iglesia copta ortodoxa de Alejandría concedió la autocefalia a la Iglesia ortodoxa etíope de Tewahedo, y elevó al arzobispo a la dignidad de Patriarca con el título de: Patriarca y Re'ese Liqane Papasat Echege (Catholicos) de la Iglesia Ortodoxa Etíope de Tewahedo. El título de Ichege (Abad Supremo) de la sede de San Tekle Haymanot de Debre Libanos se incluyó en el Patriarcado y el título de arzobispo de Axum se agregó a los títulos patriarcales en 2005, ya que Axum fue la sede del primer obispo de Etiopía, San Frumencio, y por lo tanto la sede más antigua en la Iglesia.